# شارع الحوادث
منظمة شباب شارع الحوادث هي مبادرة طوعية تقوم بمساعدات إنسانية تعمل بالسودان بدأت كمبادرة من مجموعة من الشباب واعتمدت على شبكات التواصل الاجتماعي في جمع التبرعات لإعانة المرضى المحتاجين للدعم المادي أو الدعم بالتبرع بالدم.
توسعت المبادرة حتى أصبحت تجمع التبرعات للتحسين من البيئة الصحية المتدنية في أنحاء السودان.

## تدخلات المبادرة

### البدايات
بدأت المبادرة بجمع التبرعات لتوفير العلاج للأطفال بمستشفى جعفر بن عوف للأطفال بالخرطوم ومع تدافع المتطوعيين وتجاوب الناس مع المبادرة تم تأسيس مكاتب لتسير العمل اليومي هما مكتب الاعلام ومكتب شوؤن العضوية والورديات لانسياب العمل بشكل منتج.

## مكاتب وفروع المبادرة
تعمل المبادرة علي مستوي ولاية الخرطوم حيث توجد للمبادرة فروع موزعة بكل من مستشفي جعفر بن عوف للأطفال الخرطوم ومستشفي محمد الأمين حامد بأمدرمان ومستشفي أحمد قاسم للاطفال بالخرطوم بحري والمستشفي التركي بالكلاكلة، بجانب وجود فروع للمبادرة بغالبية ولايات السودان المختلفة.
للمبادرة عدد من المكاتب علي مستوي السودان من ضمنها شارع الحوادث ودمدني ولاية الجزيرة.
تعرض عدد من أنشطة المبادرة لمضايقات من السلطات من ضمنها مبادرة غرفه العناية المكثفة ولاية كسلا حيث قامت السلطات السودانيه بسحب تسجيل المنظمة بولاية كسلا.

### شارع الحوادث ودمدني
ويعد مكتب شارع الحوادث ودمدني بمستشفى الأطفال التعليمي (اللواء 20) من أكثر الفروع نشاطاً لما يحتويه المستشفى من مرضى من شتى بقاع ولاية الجزيرة المتعددة والولايات الأخرى.

## أبرز القصص
من أشهر القصص مساعدتهم للطفلة قسمة المصابة بالفشل الكلوي قادمة من ولاية جنوب كردفان مع والدتها التي مارضتها لأكثر من شهر، وبعد تماثلها للشفاء عملت والدتها في مساعدة شباب المبادرة من عملها كبائعة شاي، وتكريماً لمجهوداتها افتتحت السيدة أم قسمة غرفة العناية المكثفة التي ساهمت المنظمة في تجهيزها.

## وصلات خارجية
- تقرير الBBC عن المنظمة
- تقرير راديو دبنقا عن المنظمة

## صفحات ذات صله
مسجل المنظمات الطوعيه السودان (مفوضيه العون الإنساني)